# 後田町 (いわき市)
後田町（うしろだまち）は、福島県いわき市にある町丁である。郵便番号は974-8203。

## 地理
いわき市南部の勿来地区に属する。北で高倉町、江畑町、東から南にかけ植田町、西で仁井田町とそれぞれ隣接する。概ね町村制施行以前の菊多郡後田村の流れを汲む地域である。二級水系鮫川左岸支流の天神川流域を範囲とする。谷あいの平地には水田が広がり、南部の平地や西部の高台に住宅が集中する。植田町内に所在するいわき南警察署及び錦町に所在する勿来消防署がそれぞれ管轄にあたる。

### 主な字
字
複数の字を持つが、地名の表記に「字」の文字は使用されない。
- 源道平
- 柳町
- 石田
- 細谷
- 町田

### 河川
- 天神川（二級水系鮫川水系）

## 歴史
- 1879年1月27日 - 泉藩領後田村が福島県内における郡区町村制の施行により菊多郡の村となる[4]。
- 1889年4月1日 - 町村制の施行により後田村が東田村、添野村、石塚村、植田村、佐糠村、岩間村、小浜村、仁井田村、江畑村、高倉村と合併し、菊多郡鮫川村が新たに発足する。旧後田村域は鮫川村の大字となる[4]。
- 1896年4月1日 - 菊多郡と周辺郡との合併により石城郡が発足し、石城郡鮫川村となる[4]。
- 1923年4月10日 - 鮫川村が名称変更の上で町制施行し、植田町の大字となる[4]。
- 1955年4月29日 - 植田町が山田村、錦町、川部村、勿来町と合併、勿来市が新たに発足し、勿来市の大字となる[4]。
- 1966年10月1日 - 勿来市が平市・常磐市・内郷市・磐城市、石城郡小川町・遠野町・四倉町・川前村・田人村・好間村・三和村、双葉郡久之浜町・大久村と合併しいわき市となり、いわき市勿来地区の大字となる[4]。

## 世帯数と人口
2023年10月31日現在の世帯数と人口は以下の通りである。
| 大字   | 世帯数  | 人口  |
| ------ | ------- | ----- |
| 後田町 | 225世帯 | 578人 |

## 小・中学校の学区
市立小・中学校に通う場合、学区は以下の通りとなる。
| 番地           | 小学校               | 中学校               |
| -------------- | -------------------- | -------------------- |
| 源道平         | いわき市立菊田小学校 | いわき市立植田中学校 |
| 上記を除く全域 | いわき市立植田小学校 | いわき市立植田中学校 |

## 交通

### 道路
- 茨城県道・福島県道10号日立いわき線
  - 後田トンネル

## 施設
- 宝徳院